# اثبات هیچ‌آگاهی
هیچ‌آگاهی یا دانایی صفر یا Zero Knowledge یک مفهوم اساسی در رمزنگاری است که به پروتکل‌هایی اشاره دارد که در آن‌ها یک طرف (اثبات‌کننده یا Prover) می‌تواند یک ادعا را به طرف دیگر (تأییدکننده یا Verifier) ثابت کند بدون این‌که هیچ اطلاعات اضافی دربارهٔ ادعا به تأییدکننده منتقل شود. برای درک بهتر، مثال زیر را در نظر بگیرید:
فرض کنید شما (اثبات‌کننده) وارد یک غار دایره‌ای‌شکل می‌شوید که دو مسیر (چپ و راست) دارد و در انتهای یکی از مسیرها دری وجود دارد که فقط با دانستن رمز عبور باز می‌شود. می‌خواهید بدون افشای رمز، به دوستتان (تأییدکننده) ثابت کنید که رمز را می‌دانید. دوستتان می‌تواند از شما بخواهد که از هر مسیری وارد شوید و از مسیر دیگر بیرون بیایید. اگر بتوانید این کار را انجام دهید، نشان داده‌اید که رمز را دارید، بدون اینکه آن را فاش کنید.
کاربردهای پروتکل‌های رمزنگاری مبتنی بر هیچ آکاهی

## کاربردها
پروتکل‌های هیچ‌آگاهی به طور گسترده‌ای در سیستم‌های رمزنگاری و امنیت اطلاعات به کار می‌روند. برخی از کاربردهای اصلی عبارتند از:

#### 1. احراز هویت امن
- در سیستم‌های احراز هویت، می‌توان از پروتکل‌های دانایی صفر برای شناسایی کاربران بدون ارسال گذرواژه یا اطلاعات حساس استفاده کرد. برای مثال:کاربر می‌تواند ثابت کند که رمز عبور صحیحی دارد، بدون اینکه رمز عبور را ارسال کند.

#### 2. حفظ حریم خصوصی
- پروتکل‌های دانایی صفر می‌توانند در بلاکچین و ارزهای دیجیتال مانند Zcash برای تضمین انجام تراکنش‌ها به صورت خصوصی به کار روند. این پروتکل‌ها امکان اثبات درستی یک تراکنش را فراهم می‌کنند، بدون افشای جزئیات آن (مانند مقدار تراکنش یا هویت طرفین).

#### 3. سیستم‌های رأی‌گیری الکترونیکی
- در رأی‌گیری‌های الکترونیکی، از پروتکل‌های دانایی صفر برای اثبات این‌که یک رأی‌دهنده واجد شرایط است (بدون افشای هویت یا محتوای رأی او) استفاده می‌شود.

#### 4. مدیریت کلیدهای رمزنگاری
- در سیستم‌های رمزنگاری پیشرفته، پروتکل‌ های دانایی صفر می‌توانند برای اشتراک‌گذاری کلید ها یا اثبات مالکیت کلید خصوصی بدون افشای آن استفاده شوند.

#### 5. پیشگیری از تقلب
- در بازی‌های آنلاین، پروتکل‌های دانایی صفر می‌توانند برای اثبات این‌که یک بازیکن بدون تقلب یا دستکاری در داده‌ها عمل کرده، به کار گرفته شوند.

## مزایا و چالش‌ها

#### مزایا:
- حفظ حریم خصوصی.
- امنیت بالا در انتقال داده‌ها.
- جلوگیری از افشای اطلاعات حساس.

#### چالش‌ها:
- پیاده‌سازی پیچیده.
- نیاز به قدرت محاسباتی بالا در برخی کاربردها.
- خطراتی در صورت نقص در الگوریتم یا طراحی پروتکل.

## تاریخچه پروتکل‌های هیچ‌آگاهی
مفهوم دانایی صفر اولین بار در سال ۱۹۸۵ توسط سه دانشمند علم کامپیوتر، شافی گلدواسر (Shafi Goldwasser)، سیلویو میکالی (Silvio Micali)، و چارلز رکاف (Charles Rackoff) در مقاله‌ای با عنوان The Knowledge Complexity of Interactive Proof-Systems معرفی شد. این مقاله نقطه عطفی در علم رمزنگاری بود و منجر به تعریف رسمی پروتکل‌های اثبات دانایی صفر شد.

### روند تکامل پروتکل‌های دانایی صفر
1. دهه ۱۹۸۰:  در این دهه، مفاهیم اولیه‌ای مانند سیستم‌های اثبات تعاملی (Interactive Proof Systems) و پیچیدگی دانش (Knowledge Complexity) تعریف شدند. هدف اصلی، ایجاد سیستم‌هایی بود که بدون افشای اطلاعات اضافی، اعتبار یک ادعا را ثابت کنند.
2. دهه ۱۹۹۰:
  - توسعه پروتکل‌های غیرتعاملی دانایی صفر (Non-Interactive Zero Knowledge - NIZK) توسط بلمر، میکالی و یافه (Blum, Micali, and Yao). این پروتکل‌ها نیازی به تعامل بین اثبات‌کننده و تأییدکننده نداشتند و برای برنامه‌های کاربردی مانند امضاهای دیجیتال و بلاکچین مناسب‌تر بودند.
  - معرفی سیستم‌های مبتنی بر فرضیات قوی‌تر (مانند مشکل گسسته‌لوگاریتم و فاکتورگیری اعداد) برای ایجاد پروتکل‌های کارآمدتر.
3. دهه ۲۰۰۰ و ۲۰۱۰:
  - ادغام پروتکل‌های دانایی صفر با بلاکچین و رمزنگاری چندجانبه. به عنوان مثال، zk-SNARKs و zk-STARKs برای ارزهای دیجیتال توسعه یافتند.
  - توسعه سیستم‌های مقاوم در برابر کامپیوترهای کوانتومی.
4. دهه ۲۰۲۰:
  - کاربردهای گسترده‌تر در حریم خصوصی، احراز هویت و بلاکچین‌های پیشرفته مانند Zcash و Ethereum.
  - پیشرفت در پروتکل‌های سریع‌تر و کارآمدتر، با کاهش نیاز به منابع محاسباتی.